# 高氯酸钡
高氯酸钡是一种无机化合物，它是一种强氧化剂，化学式为Ba(ClO4)2。
高氯酸钡在加热到505 °C时分解。